# Argoet

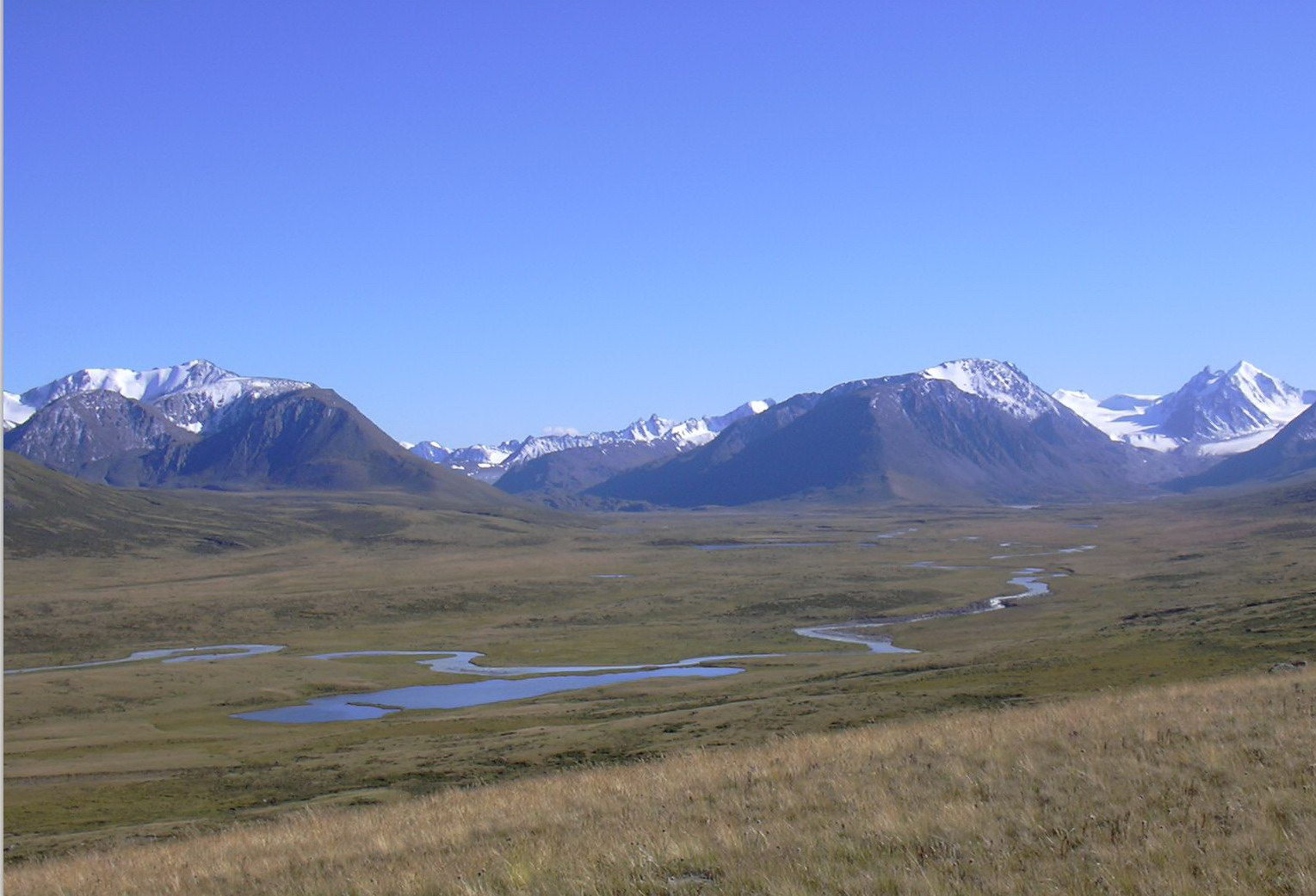

De Argoet (Russisch: Аргут; Altaj: Архыт; "(paardenhuiden)zak voor het maken van koemis") is een rivier in het centrale deel van de Russische autonome deelrepubliek Altaj en een zijrivier van de Katoen. De lengte bedraagt 232 kilometer vanaf haar bronrivieren Ak-Alacha en Dzjazator. Bij de samenloop hiervan ligt het plaatsje Beljasji (Dzjazator).
De rivier wordt gevoed door neerslag (regen en sneeuw) en gletsjers, die ruim 300 km² van het stroomgebied beslaan. In de rivier zwemt veel Siberische lenok (Brachymystax lenok), taimen (Hucho taimen) en vlagzalm (Thymallus thymallus).